# Dafne (Egipt)
Dafne (Tachpanes, Tachpaches, Tafne, współcześnie Tall Dafana) – ważne starożytne warowne miasto egipskie (twierdza Penhase), usytuowane na zachód od miasta Al-Kantara w północno-wschodnim Egipcie, koło Kanału Sueskiego w Tall Dafana.
Sir William F. Petrie w 1886 odkrył twierdzę z grubym murem (12 metrów), wybudowaną w VII w. p.n.e. przez Psametycha I.
Po babilońskim zniszczeniu Jerozolimy, wielu żydowskich uciekinierów, wliczając w to proroka Jeremiasza, uciekło do Tahpanhes. Wspomniane zostało również w innym fragmencie Biblii przez proroka Ezechiela.
Jego upadek zaczął się w VI w. p.n.e.